# エレーヌ・ルヴァール
エレーヌ・ルヴァール（Hélène Louvart、1964年9月2日 - ）は、フランスの撮影監督。

## 撮影を担当した主な作品

### 映画
- Cœurs croisés（fr）（1987年）
- Printemps perdu（fr）（1990年）
- 『クリスマスに雪はふるの?』（fr） - Y aura-t-il de la neige à Noël ? （1996年）
- L'Autre Côté de la mer（fr）（1997年）
- 『ヴィクトール 小さな恋人』（fr） - Victor... pendant qu'il est trop tard （1998年）
- Nadia et les Hippopotames（fr）（1999年）
- Paris, mon petit corps est bien las de ce grand monde（fr）（2000年）
- Paria（fr）（2000年）
- Pau i el seu germà（ca）（2001年）
- 『マルタ…、マルタ』（fr） - Martha… Martha （2001年）
- Le Lait de la tendresse humaine（fr）（2001年）
- Une part du ciel（fr）（2002年）
- Les Mains vides（fr）（2003年）
- 『ラジャ』（fr） - Raja （2003年）
- Dans les champs de bataille（fr）（2004年）
- 『ジョルジュ・バタイユ ママン』 - Ma mère （2004年）
- Folle Embellie（fr）（2004年）
- 『THE LAST DAY』（fr） - Le Dernier Jour （2004年）
- Les Enfants（fr）（2005年）
- Quatre Étoiles（fr）（2006年）
- 『誰でもかまわない』（fr） - Le Premier venu （2008年）
- 『アニエスの浜辺』 - Les Plages d'Agnès （2008年）
- Petit indi（ca）（2009年）
- Toutes les filles pleurent（fr）（2010年）
- Copacabana（fr）（2010年）
- Im Alter von Ellen（de）（2010年）
- 『Pina/ピナ・バウシュ 踊り続けるいのち』 - Pina （2011年）
- Corpo celeste（it）（2011年）
- 『嫉妬』（fr） - Bye Bye Blondie （2012年）
- L'Âge atomique（fr）（2012年）
- When I Saw You（en）（2012年）
- 『千の太陽』（fr） - Mille Soleils （2013年）
- 『夏をゆく人々』（it） - Le meraviglie （2014年）
- 『クセニア』（el） - Ξενία （2014年）
- The Smell of Us（fr）（2014年）
- Arianna（it）（2015年）
- 『わたしはパリジェンヌ』（fr） - Peur de rien （2015年）
- 『ブルックリンの片隅で』 - Beach Rats （2017年）
- 『ペトラは静かに対峙する』 - Petra （2018年）
- 『幸福なラザロ』 - Lazzaro felice （2018年）
- 『見えざる人生』 - A Vida Invisível （2019年）
- 『Rocks／ロックス』（en） - Rocks （2019年）
- 『17歳の瞳に映る世界』 - Never Rarely Sometimes Always （2020年）
- Todos os Mortos（pt）（2020年）
- 『アリスの空』（fr） - Sous le ciel d'Alice （2020年）
- Murina（hr）（2021年）
- 『ロスト・ドーター』 - The Lost Daughter （2021年）
- 『ノーバディーズ・ヒーロー』（fr） - Viens je t'emmène （2022年）
- Un petit frère（fr）（2022年）
- 『無垢の瞳』 - Le pupille （2022年）
- Nezouh（en）（2022年）
- Girasoles silvestres（es）（2022年）
- Disco Boy（fr）（2023年）
- 『ファイアーブランド ヘンリー8世最後の妻』 - Firebrand （2023年）
- 『墓泥棒と失われた女神』 - La chimera （2023年）
- Motel Destino（pt）（2024年）
- The Salt Path（en）（2024年）
- 『テヘランでロリータを読む』（it） - Leggere Lolita a Teheran （2024年）
- Eleanor the Great（en）（2025年）
- Romería（es）（2025年）

### テレビ
- Laisse un peu d'amour（fr）（1998年）
- Ça ne peut pas continuer comme ça（fr）（2012年）
- La Vie à l'envers（fr）（2014年）
- 『マイ・ブリリアント・フレンド』（it） - L'amica geniale
  - シーズン2の第4話及び第5話を担当（2020年）[2]

## 主な受賞等
- 2010年 - 第2回ガウディ賞（ca）
  - 撮影賞ノミネート - Petit indi（ca）[3]
- 2017年 - 第33回インディペンデント・スピリット賞
  - 撮影賞ノミネート - 『ブルックリンの片隅で』
- 2018年 - 第18回マールブルク・カメラ賞（de）受賞[4]
- 2019年 - 第41回ハバナ・ラテンアメリカ・ニューシネマ国際映画祭（es）
  - 撮影賞受賞 - 『見えざる人生』[5]
- 2023年 - 第73回ベルリン国際映画祭
  - 銀熊賞（芸術貢献賞）受賞 - Disco Boy（fr）[6]